# ニガル・ジャマル

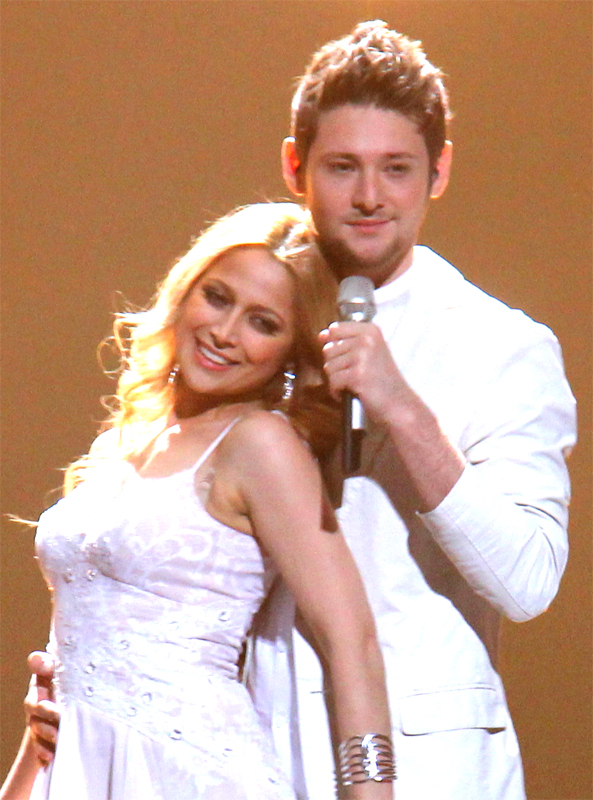
エルダル・ガスモフ（右）とニガル・ジャマル（左）

ニガル・ジャマル（アゼルバイジャン語:Nigar Camal、トルコ語:Nigar Cemal、Nigar Jamal、1980年9月1日 - ）は、アゼルバイジャン出身の歌手である。

## ユーロビジョン・ソング・コンテスト2011
ユーロビジョン・ソング・コンテスト2011のアゼルバイジャン代表を選ぶ国内選考「ミルリ・セチム・トゥル2011（Milli Seçim Turu 2011）」に参加し、準決勝ではウルハマ・ガシモヴァと並んで首位で決勝に進出、2011年2月11日の決勝ではエルダル・ガスモフとともに優勝を果たし、アゼルバイジャン代表に選ばれた2人は「Ell & Nikki」の名義でアゼルバイジャン代表として、2011年5月にドイツのデュッセルドルフで行われるユーロビジョン・ソング・コンテスト2011に出場し、「Running Scared」を歌う。

## 私生活
1997年にハザル大学（Khazar University）に入学し、経済・経営を学んで2001年に卒業している。2005年よりイギリス・ロンドンに在住している。結婚して、2人の娘を持つ。